# Crypturellus soui
El tinamú chico, gongolona, yerre o gallinita de monte (Crypturellus soui) es una especie de ave de la familia Tinamidae. Se encuentra en América Central y América del Sur.

## Etimología
La palabra Crypturellus es el resultado de tres palabras latinas o griegas: kryptos significa "cubierto u oculto", oura significa "cola", y ellus significa "diminuto". Por lo tanto, Crypturellus significa pequeña cola ocultada.

## Taxonomía
Se llama tinamúes a las aves de la familia Tinamidae, perteneciente al clado de las ratites (Ratitae). A diferencia de otras ratites, los tinamúes pueden volar, aunque en general no son fuertes voladores. Todas las ratites evolucionaron de las prehistóricas aves voladoras, y los tinamúes son los parientes vivos más cercanos de estas aves.

### Subespecies
- C. soui meserythrus se encuentra en México, Belice, Honduras, Guatemala, El Salvador y Nicaragua.[4]
- C. soui modestus se encuentra en Costa Rica y el oeste de Panamá.[4]
- C. soui capnodes se encuentra en las tierras bajas del noroeste de Panamá.[4]
- C. soui poliocephalus se encuentra en la costa pacífica de Panamá: Veraguas, Herrera, Los Santos, Coclé, y Panamá oeste.[4]
- C. soui caucae se encuentra en el valle del río Magdalena, en Colombia.[4]
- C. soui harterti se encuentra en la costa pacífica de Colombia y Ecuador.[4]
- C. soui mustelinus se encuentra en el noreste de Colombia y de Venezuela.[4]
- C. soui caquetae se encuentra en el sureste de Colombia.[4]
- C. soui nigriceps se encuentra en el este de Ecuador y noreste de Perú.[4]
- C. soui soui se encuentra en el este de Colombia, este y sur de Venezuela, Guayana Francesa, Guyana, Surinam, y noreste de Brasil.[4]
- C. soui albigularis se encuentra en el noreste de Brasil.[4]
- C. soui inconspicuus se encuentra en el norte de Bolivia y en el centro de Perú.[4]
- C. soui andrei se encuentra en Trinidad y el norte de Venezuela.[4]
- C. soui panamensis se encuentra en ambas costas de Panamá[4] y en las Islas de las perlas de Panamá.

## Hábitat
Es un residente criado en los bosques tropicales de tierras bajas, en el bosque al borde del río, bosques de hojas perennes de tierras bajas, bosques secundarios, y arbustos de tierras bajas, a una altitud de 2.000 m s. n. m.. También suelen utilizar bastante los bosques claros vaciados y plantaciones o tierra cultivada. El tinamú chico se encuentra a través del centro y sur de América Central y el norte de Sudamérica.

## Comportamiento
El tinamú chico es visto a veces en bosques densos, en la oscuridad, yéndose por la maleza. Puede ser encontrado por sus llamadas lentas de silbido (grito suave y descendente; también una serie de notas solas, con ritmo que aumenta hacia el final) dado por ambos sexos. Come semillas, bayas y algunos insectos.

## Reproducción
La época de reproducción del tinamú chico va de mayo a octubre. Su nido es una pequeña depresión en el suelo del bosque, a veces forrado con unas pocas hojas en la base de un árbol. Usualmente ponen 2 huevos (a veces solo uno), que son de color morado oscuro brillante y de aproximadamente 41 por 32 mm. Los huevos son incubados por el macho. Las crías son precoces, y pueden correr casi tan pronto como salen del huevo.

## Descripción
El tinamú chico mide aproximadamente 22 a 24 cm de largo y pesa unos 220 g. Se trata de una especie de tinamú tímido, reservado y solitario. Aunque parezca semejante a otras aves que viven en el suelo, como la codorniz y el urogallo, no está relacionado con estos grupos de aves en absoluto. Es un ave regordeta reconocida por su pequeño tamaño. Tiene un plumaje de color marrón "hollín", con una sombra gris en la cabeza. Su cuello es pardusco, con la garganta blanquecina, y su vientre es de color canela brillante. La hembra, en la parte inferior, es de un tono marrón rojizo más brillante que el macho. Sus patas pueden ser de color gris, aceituna o amarillo.

## Conservación
La IUCN lista el tinamú chico como "Menor Preocupación" (LC), con una gama de ocurrencia de 9.500.000 km² (3.670.000 m cuadrado).
Notas
1.	^ a b c BirdLife International (2008) 
2.	^ a b c d e f g h i j k l m n o Brands, S. (2008) 
3.	^ a b American Ornithologists' Union (1998) 
4.	^ a b c d e f g h i j k l m n o p Clements, J (2007) 
5.	^ Gotch, A. F. (1195) 
6.	^ Davies, S. J. J. F. (2003) 
7.	^ a b BirdLife International (2008)(a)